# 사조오양
주식회사 사조오양(思潮五洋)은 2007년 출범한 사조산업의 계열사의 하나이다. 1969년에 설립된 오양수산을 모태로 하며, 2007년 6월 사조산업에 편입되어 사조오양으로 이름을 개칭하였다. 1969년 6월 김성수 등에 의해 오양수산으로 설립되었다.
1972년 9월 북태평양 출어를 시작했다. 2000년대 초 오양수산의 창업주 김성수가 뇌졸중으로 쓰러진 뒤 경영권 분쟁 끝에 2007년부터 사조산업이 오양수산의 인수에 나섰다. 그 뒤 여러번의 주주총회 끝에 오양수산은 2007년 9월 사조그룹으로 편입되었으며, 2009년 6월 현재의 명칭인 주식회사 사조오양으로 상호를 변경했다. 2015년 6월 주식회사 사조남부햄을 합병하였다. 본사는 서울특별시 서대문구 통일로 107-39(충정로2가)에, 본점은 서울특별시 서초구 남부순환로 2159(방배동)에 소재해 있다.

## 같이 보기
- 사조그룹
- 사조대림
- 오양수산
- 김성수
- 윤정구
- 한성수산
- 진양수산